# Mišo Brečko
Mišo Brečko (* 1. května 1984, Trbovlje, SFR Jugoslávie) je slovinský fotbalový obránce a reprezentant, který působí v klubu 1. FC Norimberk.

## Klubová kariéra
Ve Slovinsku působil v klubech Factor Ljubljana a NK Šmartno ob Paki. V létě 2004 posílil německý bundesligový klub Hamburger SV (smlouvu podepsal už v prosinci 2003). Z Hamburku hostoval v jiných německých klubech FC Hansa Rostock (2005–2006) a FC Erzgebirge Aue (2006–2007).
V letech 2008–2015 byl hráčem 1. FC Köln, odkud v létě 2015 přestoupil do 1. FC Norimberk.

## Reprezentační kariéra
Mišo Brečko působil ve slovinských mládežnických reprezentačních výběrech U19 a U21.
V A-mužstvu Slovinska debutoval 17. 11. 2004 v přátelském zápase v Trnavě proti týmu Slovenska (remíza 0:0).
Zúčastnil se Mistrovství světa 2010 v Jihoafrické republice, kde Slovinci obsadili se čtyřmi body nepostupovou třetí příčku základní skupiny C. Brečko nastoupil ve všech třech zápasech skupiny (postupně proti Alžírsku, USA a Anglii).